# Хорватская народная партия — Либеральные демократы
Хорватская народная партия — Либеральные демократы (хорв. Hrvatska narodna stranka – liberalni demokrati, HNS-LD) — политическая партия Хорватии левоцентристского толка.
В настоящее время партия имеет 13 мест в национальном Саборе, занимая по числу представителей в парламенте третье место сразу вслед за лидерами политической сцены страны: Хорватским демократическим содружеством и Социал-демократической партией Хорватии. Хорватская народная партия входит в состав Либерального Интернационала и европартии Альянс либералов и демократов за Европу. Лидер — Радимир Чачич (Radimir Čačić).
Партия HNS считает своим идейным предшественником Народную партию Хорватии, образованную в XIX веке в период хорватского национального возрождения. Партия была основана в 1841 году как часть иллиристического движения и включала в свой состав таких видных личностей как Янко Драшкович, Йосип Юрай Штросмайер и Иван Мажуранич.
В своём современном виде Хорватская народная партия образована в конце 1990 года несколькими членами Коалиции народного согласия (Koalicija narodnog sporazuma, KNZ). На выборах 1992 года HNS набрала 6,7 % голосов и получила 6 мест в парламенте. На выборах 1995 года партия завоевала 2 места, но коалиция HNS с ещё четырьмя мелкими партиями получила 18 мест, что сделало коалицию крупнейшей оппозиционной силой в Саборе после правящего Хорватского демократического содружества.
В 2000 году Народная партия вновь вышла на парламентские выборы в составе коалиции с Хорватской крестьянской партией (HSS), Либеральной партией (LS) и Истрийской демократической ассамблеей (IDS). Коалиция получила 25 парламентских мест, два из которых достались «народникам». После этих выборов HNS впервые смогла делегировать своего представителя в правительство возглавляемое Ивицей Рачаном, лидер партии Радимир Чачич стал министром общественных работ, строительства и развития.
На президентских выборах 2000 года коалиция выдвинула кандидата от Народной партии, Степана Месича, который выиграл выборы и стал вторым президентом страны. Месич был членом Хорватской народной партии с 1997 года, возглавлял до выборов Загребскую городскую организацию HNS.
На выборах 2003 года альянс Народной партии и двух небольших региональных партий принёс им 8 % голосов и 11 мест в парламенте. В 2005 году члены Народной партии проголосовали за объединение партии с небольшой партией либеральных демократов (Libra), после чего объединённая партия получила современное имя. Число парламентских мест возросло до 13.
Партия Хорватские лейбористы — Партия труда основана бывшими членами ХНП-ЛД.
На выборах в 2011 году партия участвовала в составе коалиции Кукурику и получила 14 из 151 места в Саборе.